# Histiobranchus australis
Histiobranchus australis is een straalvinnige vissensoort uit de familie van kuilalen (Synaphobranchidae). De wetenschappelijke naam van de soort is voor het eerst geldig gepubliceerd in 1913 door Regan.